# Клута
Клу́та (англ. Clutha River) — вторая по длине река Новой Зеландии, самая длинная река на Южном острове. Протекает в юго-восточном направлении на протяжении 338 км по территории региона Отаго, впадая в 75 км к юго-западу от Данидина в Тихий океан. Река протекает по живописной местности и в значительной степени известна благодаря своей истории, связанной с эпохой золотой лихорадки.

## География

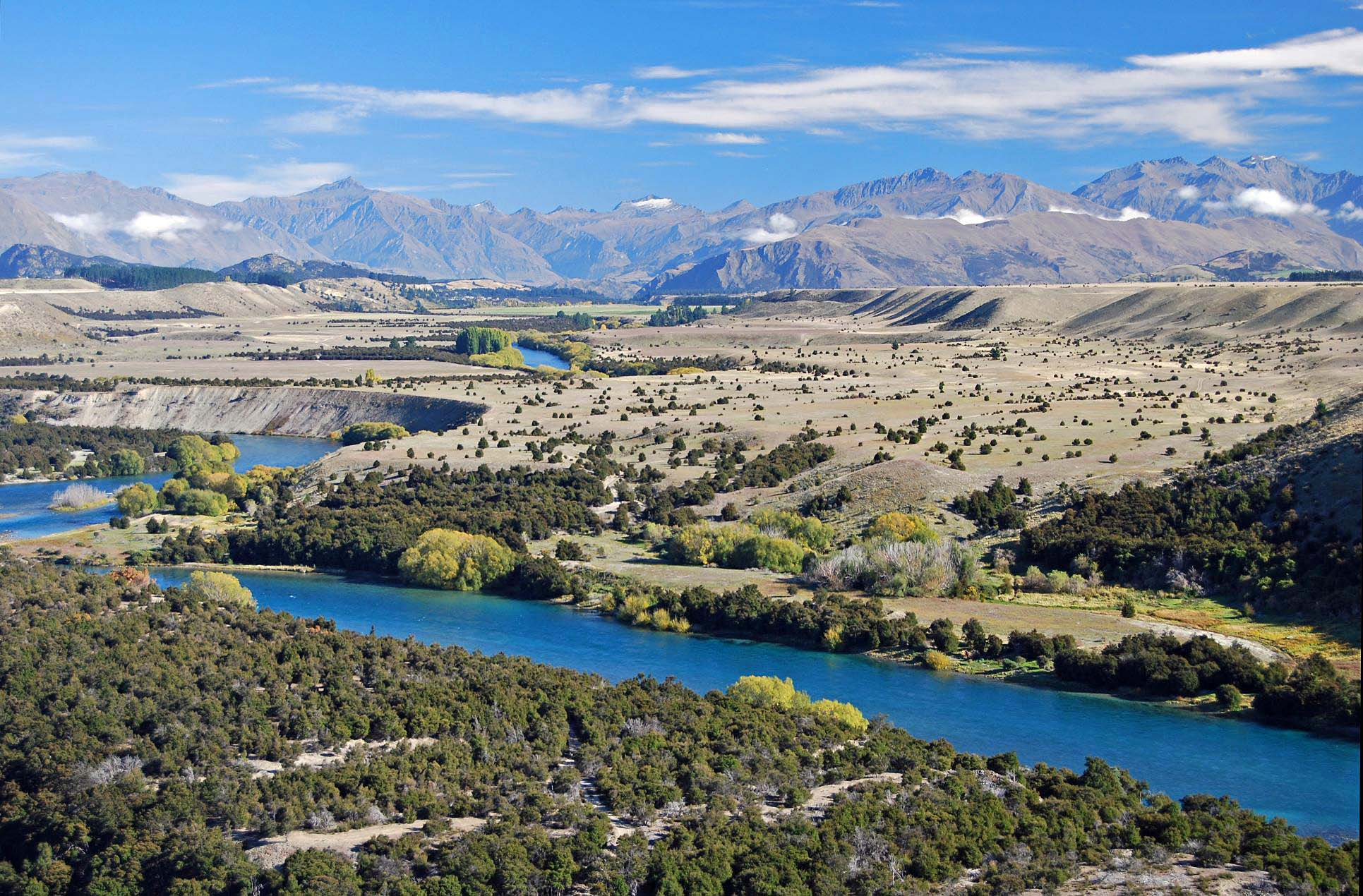
Река в верхнем течении

Исток Клуты находится недалеко от горного прохода Хааст у истока реки Макарора, впадающей в северную часть озера Уанака. Из южной части озера, недалеко от города Альберт, вытекает река Клута. Здесь же в реку впадает её первый главный приток, река Хавеа, которая, в свою очередь, берёт начало из одноимённого озера, а также река Кардрона.
Впоследствии река протекает по долине Верхней Клуты через древние ледниковые террасы, преодолевая длинный отрезок, известный под названием «Снейк», после чего достигает «Приюта дьявола» у городка Лаггит. У ущелья Маори вблизи Куинсберри река сужается. За ущельем в Клуту впадает ещё один приток, река Линдис, после чего она продолжает течение в направлении водохранилища Данстан, перед впадением в которое берега Клуты расширяются.
В 50 км к югу от озера Уанака река достигает города Кромвель, у которого в Клуту впадает река Каварау, вытекающая из озера Уакатипу. После этого Клута продолжает своё течение в юго-восточном направлении через ущелье Кромвель в направлении городов Клайд и Алегзандра, у которых в неё впадает река Манухерикиа. К югу от Алегзандрии берега Клуты вновь расширяются: здесь находится водохранилище Роксбург, расположенное за одноимённой дамбой, построенной в 1956 году. Недалеко от Клуты в этом районе лежит город Роксборо.
Отсюда река продолжает своё течение в юго-восточном направлении, протекая через города Этрик, Миллерс-Флат и Бомонт, а также ущелье Ронгахере, после которого в неё впадает река Туапека. Затем Клута течёт в южном направлении до места впадения её последнего притока, реки Помахака. После этого река протекает через город Балклута и впоследствии образует дельту с многочисленными островками. Здесь же Клута разделяется на две части: Матау и Коау, каждая из которых впадает в Тихий океан.
Средний расход воды в Клуте оценивается в 614 м³/с, цифра, сравнимая с показателями очень крупных рек. Сильный поток воды в совокупности с небольшими размерами делает Клуту быстротекущей.

## История

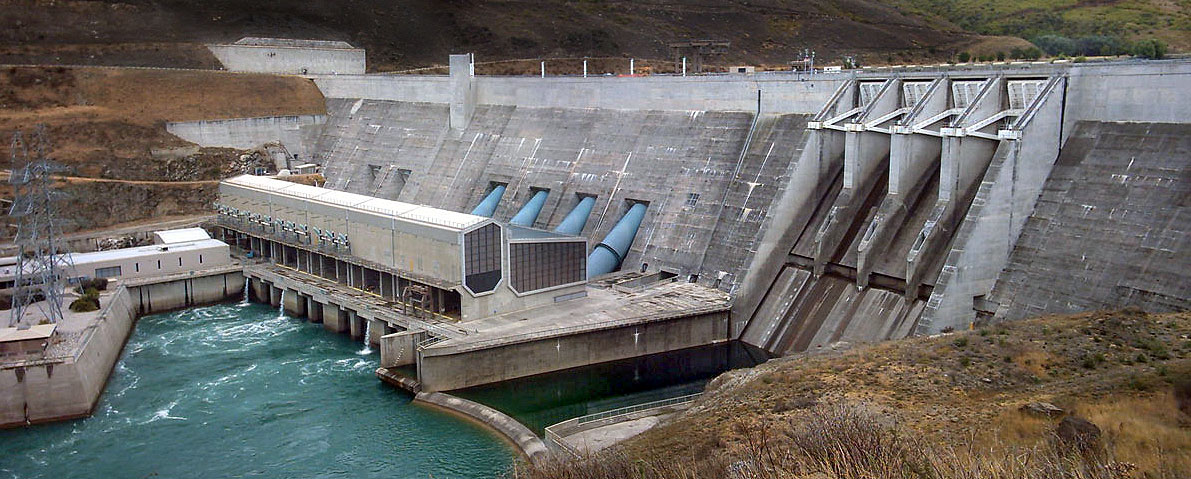
ГЭС на реке, построенная в 1992 году

Река была издревле известна местным жителям, маори, под названием Мата-ау (маори Mata-au, «поверхностное течение»). В ранние годы европейского исследования Новой Зеландии на берегах реки находилось, по меньшей мере, одно маорийское поселение, в котором проживало 250—300 человек.
Современное название реки имеет шотландские корни и происходит от гэльского названия реки Клайд, протекающей через шотландский город Глазго, — Cluaidh. Это название было впервые предложено для реки в 1846 году первыми шотландскими поселенцами в Отаго. Однако в ранний колониальный период Новой Зеландии Клута была известна под другим названием — Молино (англ. Molyneux); это имя дали реке китобои и поселенцы Южного Отаго. Зачастую утверждается, что это название река получила благодаря британскому путешественнику Джеймсу Куку, однако в действительности мореплаватель никогда не видел Клуты. Он лишь дал название бухте Молино, в которую впадает река. В первые годы европейской колонизации местности, по которой протекает река, недалеко от устья Клуты были созданы стоянки китобоев, а китобойный промысел стал основой местной экономики.
Река играла важную роль в годы Отагской золотой лихорадки. Первые крупные месторождения золота были обнаружены в регионе Отаго недалеко от реки Туапека в 1861 году, а в следующем году большое количество драгоценного металла было обнаружено недалеко от современного города Кромвель.
К Рождеству 1861 году в районе рек Туапека и Уаипори трудилось уже около 14 тысяч золотоискателей. Однако золотая лихорадка длилась недолго: большая часть аллювиального золота была добыта уже к 1863 году, хотя число старателей продолжало расти, достигнув к февралю 1864 года своего максимума в 18 тысяч человек.

## Экономика
В верховьях реки развито овцеводство, зерновое хозяйство, садоводство, в районе дельты — овощеводство и молочное животноводство. Кроме того, на Клуте действуют две гидроэлектростанции, плотины Клайд и Роксборо.